# Socha

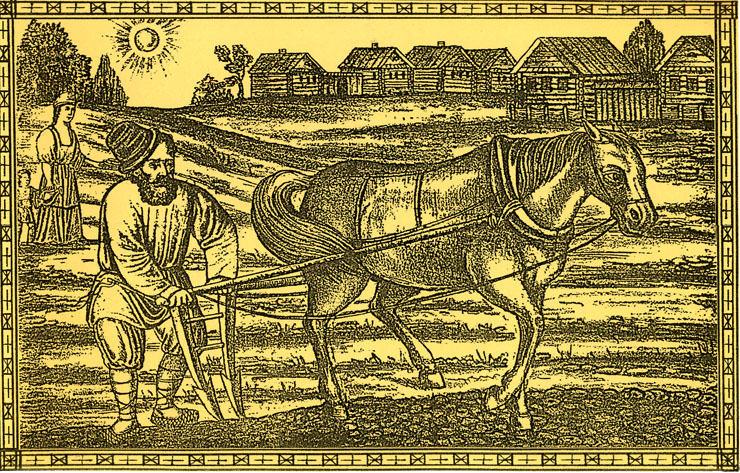
Socha

Socha – dawne drewniane narzędzie rolnicze stosowane do orki, charakteryzujące się rozdwojonym rylcem. Nazwa (w językach słowiańskich socha = drzewo rosochate, widły) pochodzi właśnie od tego rylca.
W Egipcie znano sochę od VII wieku p.n.e. W Europie Wschodniej pojawiła się prawdopodobnie przed średniowieczem. Przetrwała do początku XX wieku, a w niektórych miejscach nawet dłużej. W Polsce wschodniej zaczęła się rozpowszechniać obok pługa i płużycy (lekkiego pługa bez kół) od XVI wieku.
Sochę wykonywano domowym sposobem w całości z drewna. Rylec robiony był zwykle z deski. Poszczególne części były wiązane powrozem lub łykiem. Socha miała żelazne radlice (sośniki, narogi) na dwóch rozgałęzieniach rylca.
Jedno z ramion rylca ryło glebę głębiej, drugie płycej. Niesymetryczne położenie rylców powodowało, że orana gleba była częściowo odwracana, co sprzyjało niszczeniu chwastów oraz ułatwiało przykrywanie resztek roślin. Sochy dzielą się na dwupolicowe albo łopatkowe. Socha dwupolicowa zbudowana jest z dwóch podłużnych desek – odkładnic (polic) i rogacza – pojedynczego grządziela (rodzaj dyszla) z rękojeściami, utworzonego z pniaka z dwoma prostopadłymi korzeniami, do podwójnego zaprzęgu. Socha łopatkowa miała odkładnicę - łopatkę, przerzucaną z jednego ramienia rylca na drugie, oraz hołoble - podwójny dyszel z uchwytem do pojedynczego zaprzęgu.

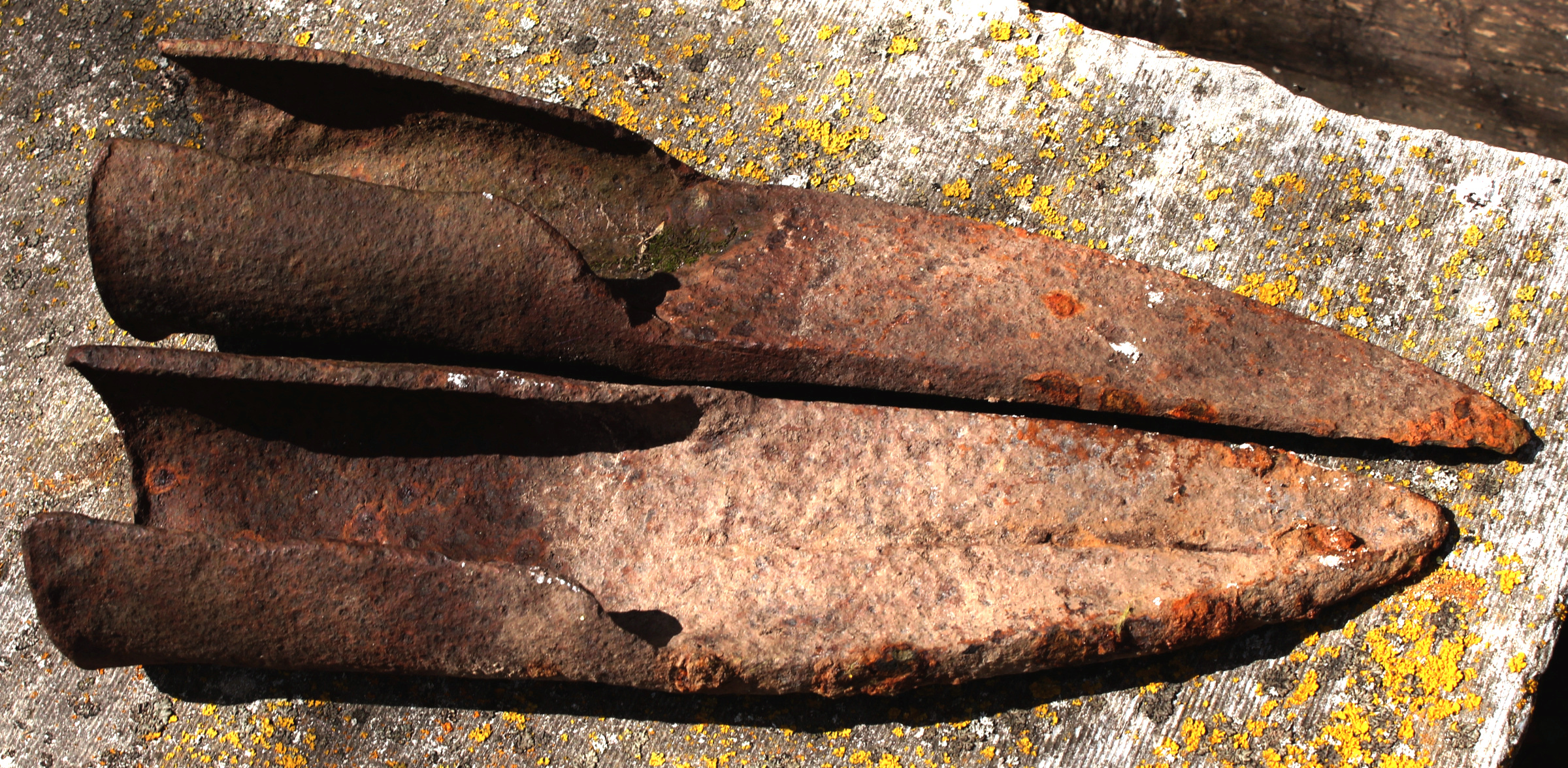
Żelazne radlice

Socha częściowo odwracała i kruszyła ziemię. W przeciwieństwie do pługa i płużycy nie wymagała dodatkowego radlenia. Socha używana była głównie na glebach lekkich. Brak płozu sprawiał, że można ją było stosować na glebach kamienistych i nowinach, gdzie mogła omijać przeszkody. Brak płozu sprawiał jednak, że socha łatwo się zagłębiała. Dlatego orka przy jej pomocy wymagała siły i zręczności. Zwykle oracz miał do pomocy osobę prowadzącą zaprzęg.
Zdarzały się sochy z kółkami oraz żelazne – przerabiane z pługów fabrycznych. Obecnie narzędzie zbudowane na zasadzie dwóch niesymetrycznie umieszczonych rylców stosowane jest do wyrywania warzyw, głównie buraków.

## W heraldyce
Element sochy w heraldyce:

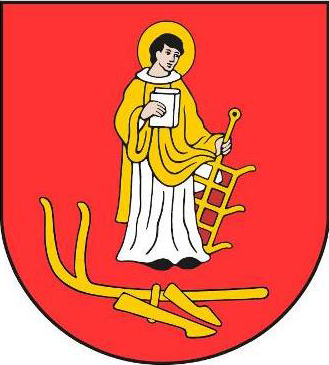
Herb gminy Sochaczew